# Эмоциональная креативность
Эмоциона́льная креативность (ЭК; англ. emotional creativity, EC) — способность к творческому преобразованию эмоций. Относится к гибким навыкам.
Понятие эмоциональной креативности (ЭК) впервые определено Джеймсом Эвериллом (J. R. Averill), разработавшему в 1980 году конструктивистскую теорию эмоций. Основным понятием теории является эмоциональный синдром, или эмоция как продукт творческой активности. Дж. Эверилл предположил, что эмоциональные синдромы — это аналоги кратковременных или промежуточных социальных ролей,,.

## Определение и функции эмоциональной креативности
Эмоциональная креативность была впервые определена Дж. Эвериллом как развитие эмоциональных синдромов в качестве новых, эффективных и аутентичных.
В дальнейшем были предложены и другие ее определения:
1. способность генерировать новые эмоции (отличные от нормативных), влиять на структуру и содержание эмоциональных синдромов[5];
2. в широком смысле слова — сквозная характеристика эмоциональной сферы, которая связана с дивергентным чувствованием и проявляется на всех уровнях организации эмоций; в узком смысле слова — способность, составляющая общей креативности, которая обеспечивает эффективность усвоения артистической деятельности[6];
3. способность личности творчески использовать свои эмоциональные ресурсы в деятельности и общении[7];
4. творческое управление своими эмоциями, предполагающее гибкое реагирование в субъективно и объективно сложных стрессовых и социально напряженных ситуациях, быстрое преобразование привычных, стереотипных, «заводящих в тупик» эмоциональных реакций в новые эмоциональные состояния, служащие отысканию конструктивных смыслов возникающих жизненных событий[8].

В определениях эмоциональной креативности сделан акцент на способности генерировать новые эмоции, а также преобразовывать стереотипные, неконструктивные эмоциональные состояния в эмоции конструктивные, эффективные для конкретной ситуации. Таким образом, на основе анализа определений эмоциональной креативности можно выделить две основные еефункции: генерирование 1) новых эмоций (новизна) и 2) полезных эмоций (эффективность).

## Структура эмоциональной креативности
Дж. Эверилл выделяет следующие структурные компоненты эмоциональной креативности как личностного свойства:
−	подготовленность (preparedness) — способность обучаться пониманию эмоциональных переживаний на базе предшествующего эмоционального опыта. Люди, для которых эмоции являются важным аспектом их жизни, анализируют и пытаются понять свои переживания, сензитивны к эмоциональной жизни других, обладают более высоким уровнем подготовленности, чем индивиды, более индифферентные к эмоциям;
−	новизна (novelty) — способность переживать необычные, с трудом поддающиеся описанию эмоции;
−	эффективность (effectiveness) — способность передавать эмоции выразительно и с пользой для себя и других; аутентичность (authenticity) — способность искренне и реалистично выражать эмоции; эмоции расцениваются как аутентичные, если совместимы с важнейшими интересами личности и способствуют ее благополучию.
Т. Н. Березина и Р. Н. Терещенко выявляют в структуре эмоциональной креативности как способности:
1)	беглость — количество разнообразных эмоциональных переживаний;
2)	гибкость — способность переключаться от эмоций одного типа к эмоциям другого;
3)	оригинальность — способность переживать новые, нестандартные эмоции в обычных ситуациях;
4)	разработанность — способность передать переживаемую эмоцию со всеми подробностями, выразить ее в деталях.

## Эмоциональная креативность как способность и как личностное свойство
По аналогии с выделением эмоционального интеллекта и общей креативности как способности и как личностного свойства предлагается различать эмоциональную креативность как способность (инструментальную эмоциональную креативность) и как личностное свойство (рефлексивную эмоциональную креативность).

## Эмоциональная и общая креативность
Место эмоциональной креативности в структуре общей креативности пока четко не определено, однако ее можно рассматривать как составляющую социальной или художественной креативности.

## Эмоциональная креативность иэмоциональный интеллект
Эмоциональная креативность — понятие, отличное от эмоционального интеллекта. В отличие от ЭИ, она предполагает новизну эмоциональной реакции. Различие касается и подхода к обработке эмоциональной информации. Если ЭИ скорее относится к конвергентному интеллекту, то ЭК основывается на дивергентном интеллекте. Результаты современных исследований не позволяют однозначно оценить взаимосвязи между эмоциональным интеллектом и эмоциональной креативностью.

## Эмоциональная креативность и свойства личности
Эмоциональная креативность взаимосвязана с личностными свойствами: выявлены положительные взаимосвязи с самоэффективностью, самоуважением, самооценкой, доброжелательностью, открытостью опыту, склонностью к сотрудничеству, отрицательная — с алекситимией. Эмоциональная креативность, способствуя эмоциональной саморегуляции, активирует положительные эмоции и участвует в управлении стрессом. Эмоционально креативная личность склонна к глубокому анализу чувств, толерантна к конфликтным особенностям в себе и других, склонна к активации таких позитивных эмоций, как благодарность, любовь, надежда, чувствует себя более удовлетворенной жизнью. В юношеском возрасте эмоциональная креативность характеризуется высоким адаптивным потенциалом, а в различные возрастные периоды является фактором жизнестойкости и эмоциональным ресурсом психологической безопасности человека.

## Диагностика эмоциональной креативности
Для диагностики эмоциональной креативности используются как опросники (например, опросник ECI Дж. Эверилла, адаптированный И. Н. Андреевой и Е. А. Валуевой), так и задачные тесты с использованием различного диагностического материала: вербального (тест эмоциональных триад, «Эмоциональные последствия» Дж. Эверилла (в русскоязычном переводе), тест Д. В. Ушакова — О. И. Ивановой, ЭмКреа Д. В. Люсина) и невербального (методика С. В. Фроловой).